# Hans Heidtmann
Hans Otto Joachim Heinrich Heidtmann (* 8. August 1914 in Bahnhof Gleschendorf; † 5. April 1976 in Hamburg) war ein deutscher Marineoffizier und U-Boot-Kommandant im Zweiten Weltkrieg. Als das von ihm kommandierte U 559 am 30. Oktober 1942 im Mittelmeer von fünf britischen Zerstörern beschädigt wurde, misslang ihm eine rasche Selbstversenkung. So konnten drei Männer eines britischen Prisenkommandos kriegswichtige Geheimunterlagen erbeuten, wenn auch zwei von ihnen mit U 559 untergingen. In der Folge konnten die Briten den Geheimcode der Enigma-M4 entziffern, was die Vernichtung der meisten deutschen U-Boote durch die Alliierten in den folgenden Kriegsjahren nach sich zog. Während sieben von Heidtmanns Männern starben, wurde Heidtmann mit 42 seiner Leute gefangen genommen, ohne von der Erbeutung der Unterlagen zu erfahren. In offensichtlichem Unwissen über diese Umstände zeichnete ihn die Marineführung 1943 für seine zahlreichen Versenkungen mit mehreren hundert Toten mit dem Ritterkreuz des Eisernen Kreuzes aus, obwohl er in Gefangenschaft saß. Nach dem Krieg diente Heidtmann in der Bundesmarine, zuletzt als Kapitän zur See.

## Leben

### Ausbildung als Marineoffizier
Heidtmann trat am 8. April 1934 als Seeoffiziersanwärter in die Reichsmarine ein und wurde der 4. Kompanie der II. Schiffstammabteilung der Ostsee in Stralsund zur infanteristischen Grundausbildung zugeteilt. Am 14. Juni 1934 wurde er auf das Segelschulschiff Gorch Fock versetzt und begann dort seine praktische Bordausbildung, die er nach seiner Ernennung zum Seekadetten am 26. September 1934 auf dem leichten Kreuzer Emden fortsetzte. In diesem Zeitraum erfolgte am 1. Juni 1935 die Umbenennung der Reichsmarine in Kriegsmarine. Am 1. Juli 1935 wurde Heidtmann zum Fähnrich zur See ernannt, und er besuchte vom 27. Juni 1935 bis zum 30. März 1936 den Hauptlehrgang für Fähnriche an der Marineschule in Flensburg-Mürwik und nahm an Navigationsbelehrungsfahrten auf dem Schulschiff Poseidon (19. bis 24. August 1935) und dem Dampfer Hecht (17. Februar 1936 bis 22. Februar 1936) teil. Es folgten ein Flugabwehr-Waffenlehrgang an der Küstenartillerieschule in Wilhelmshaven (31. März 1936 bis 13. April 1936), ein Nachrichtenlehrgang an der Nachrichtenschule in Flensburg-Mürwik (14. April 1936 bis 4. Mai 1936), ein Infanterielehrgang in der 3. Kompanie der II. Schiffstammabteilung der Ostsee in Stralsund (5. Mai 1936 bis 2. Juni 1936) und ein Artillerie-Lehrgang an der Schiffsartillerieschule in Kiel-Wik (3. Juni 1936 bis 27. Juli 1936). Vom 21. September 1936 bis zum 4. Oktober 1937 diente er auf dem Panzerschiff Deutschland, wobei er am 1. Januar 1937 er zum Oberfähnrich zur See ernannt wurde und vom 15. Februar 1937 bis zum 23. März 1937 einen Lehrgang an der E-Messschule in Saßnitz besuchte. Am 1. April 1937 wurde er zum Leutnant zur See befördert. Vom 5. Oktober 1937 bis zum 29. Januar 1938 folgte ein Torpedo-Lehrgang für Offiziere an der Torpedoschule in Flensburg-Mürwik.

### U-Boot-Ausbildung
Am 30. Januar 1938 begann Heidtmann seine Ausbildung an der U-Schule Kiel, die er am 4. Mai 1938 abschloss. Vom 5. Mai 1938 bis zum 7. September 1938 war er bei der U-Stammkompanie in Wilhelmshaven und diente ab dem 8. September 1938 als erster Wachoffizier im U-Boot U 33, wo er am 1. April 1939 zum Oberleutnant zur See befördert wurde, und blieb hier bis zum 7. Januar 1940. Vom 8. Januar 1940 bis zum 8. Juni 1940 war er als Kommandantenschüler der erste Wachoffizier auf U 14. Vom 9. Juni 1940 bis zum 6. Juli 1940 besuchte Heidtmann bei der 24. U-Flottille in Memel einen Kommandanten-Lehrgang und konnte noch im selben Jahr Erfahrungen als Kommandant auf drei U-Booten sammeln: Vom 7. Juli 1940 bis zum 31. Juli 1940 war er Kommandant in Vertretung von U 2, vom 1. August 1940 bis zum 29. September 1940 Kommandant in Vertretung von U 14 und vom 1. August 1940 bis zum 20. Dezember 1940 Kommandant von U 21. Vom 21. Dezember 1940 bis zum 20. Januar 1941 war er bei der 1. U-Flottille in Kiel Kommandant zur Verfügung, bevor er vom 21. Januar 1941 bis zum 26. Februar 1941 die Baubelehrung für U 559 bei der Kriegsschiffbaulehrabteilung U-Nordsee in Bremen erhielt.

### Kommandant von U 559
Am 27. Februar 1941 wurde Heidtmann zum Kommandanten von U 559 ernannt, dessen einziger Kommandant er blieb. Es wurde nun unter seinem Kommando erprobt und diente bis Juni 1941 bei der 1. U-Flottille als Ausbildungsboot mit Fahrten in der Ostsee. Am 4. Juni 1941 lief U 559 mit dem Kommandanten Heidtmann von Kiel zu seiner ersten Feindfahrt aus, bei der es keine Schiffe versenkte oder beschädigte, und erreichte am 5. Juli 1941 Saint-Nazaire. Bei seiner zweiten Feindfahrt, die am 26. Juli 1941 begann, gelang Heidtmann der erste Erfolg: Im Westen des Golfes von Biskaya versenkte das U-Boot am 19. August 1941 ein britisches Schiff, drei Tage bevor es wieder in Saint-Nazaire einlief. Am 1. Oktober 1941 wurde Heidtmann zum Kapitänleutnant ernannt. Im Oktober gelang ihm der Durchbruch von U 559 als Teil der U-Boot-Gruppe „Goeben“ und als eines der ersten deutschen U-Boote im Zweiten Weltkrieg durch die Straße von Gibraltar ins Mittelmeer, wo es am 31. Oktober 1941 die griechische Insel Salamis erreichte. Heidtmann operierte nun vor den Küsten Ägyptens und Libyens und unterstützte so das Afrikakorps unter Erwin Rommel auf seinem Afrikafeldzug. Im Mittelmeer versenkte U 559 unter Heidtmanns Kommando fünf alliierte Frachter mit zusammen 12.871 BRT und die australische Sloop der Grimsby-Klasse HMAS Parramatta mit 1060 t. Ein weiteres alliiertes Schiff wurde durch Torpedotreffer so schwer beschädigt, dass es später zum Totalverlust erklärt werden musste. Dabei gab es insgesamt mehr als 480 Tote. Die höchste Anzahl an Todesopfern gab es am 23. Dezember 1941 bei der Versenkung des britischen Gefängnisschiffs Shuntien mit 3059 BRT, auf dem sich 88 Besatzungsmitglieder und Kanoniere, 40 Wachmannschaften der Durham Light Infantry (DLI) sowie etwa 850 italienische und deutsche Kriegsgefangene befanden, die von Tobruk nach Alexandria gebracht werden sollten. Das Schiff sank so schnell, dass keine Rettungsboote mehr zum Einsatz kommen konnten und der Großteil der Insassen kurz darauf ertrank. Die britische Fregatte HMS Salvia (K 97) nahm zwar 47 Besatzungsmitglieder der Shuntien und vielleicht 100 Gefangene auf, wurde aber am nächsten Tag von U 568 unter dem Kommandanten Preuss versenkt, so dass alle ihre 58 Mann Besatzung und sämtliche zuvor an Bord Genommenen ertranken. Weniger als 20 Mann von Shuntien wurden von HMS Heythrop (L 85) gerettet und überlebten, darunter keine Gefangenen.

### Versenkung von U 559 und Erbeutung der Codebücher
Am 30. Oktober 1942 wurde U 559 beim Anschleichen an einen Konvoi vor der Küste Ägyptens entdeckt. Der britische Zerstörer Petard unter dem Kommando von Mark Thornton griff, unterstützt durch die Zerstörer Pakenham, Hurworth und Dulverton, das U-Boot mit Wasserbomben an und beschädigte es so schwer, dass Heidtmann den Befehl zum Auftauchen geben musste. Er befahl die Selbstversenkung und „alle Mann von Bord“, versäumte es jedoch, die Enigma-M4 und die geheimen, leicht zerstörbaren Codebücher zu vernichten. Der leitende Ingenieur Günther Gräser bemerkte zu spät, dass die Ventile in der Aufregung durch Fehlbedienung beschädigt worden waren. Das Meerwasser drang auf Grund schadhafter Ventile nicht so schnell ins Boot ein, wie es notwendig gewesen wäre, um eine Enterung zu verhindern. Sieben Besatzungsmitglieder von U 559 kamen durch den Angriff der britischen Zerstörer ums Leben. Heidtmann überlebte dagegen die Versenkung ebenso wie 42 seiner Männer als Kriegsgefangener der Briten. Die Gefangenen wurden alle zunächst nach Haifa gebracht.
Ein britisches Prisenkommando erreichte das von seiner Besatzung inzwischen verlassene, sinkende U-Boot. Drei Mann, Tony Fasson, Colin Grazier und Tommy Brown, enterten das Boot und erbeuteten wichtige geheime Dokumente wie Kurzsignalheft und Wetterkurzschlüssel. Grazier und Fasson kehrten ins U-Boot zurück und versuchten auch die Enigma zu demontieren, gingen jedoch mit dem Boot unter.

### Nach Kriegsende
Heidtmann wurde von Haifa in ein Gefangenenlager in Ägypten gebracht und wurde später in ein Lager in Kanada überstellt. Schließlich saß er im nördlichen England im britischen Kriegsgefangenenlager Featherstone Park (Camp 18, Haltwhistle) ein, in dem unter anderen U-Boot-Kommandanten konzentriert waren. Im Mai 1947 kehrte er nach Deutschland zurück. In der zweiten Hälfte der 1950er Jahre war Heidtmann als Korvettenkapitän Angehöriger des Bundesnachrichtendienstes.
Im Januar 1958 trat er in der Bundesmarine in den aktiven Dienst als Marineoffizier ein. Von April 1964 bis März 1965 war er als Fregattenkapitän Kommandeur des Marinestützpunktkommandos Kiel. Im September 1972 trat er als Kapitän zur See in den Ruhestand und starb am 5. April 1976 im Alter von 61 Jahren in Hamburg.

## Unwissen über die Erbeutung der Codebücher, Ritterkreuz
Das Geheimmaterial wurde nach Bletchley Park gebracht und half den Alliierten, den Code von Enigma-M4 zu brechen. Heidtmann erfuhr von dieser verheerenden Niederlage nichts, denn er war wie die anderen, im Wasser schwimmenden Überlebenden rasch aus dem Wasser geholt und von den Briten unter Deck gebracht worden. Der 19-jährige U-Boot-Fahrer Hermann Dethlefs, der Zeuge der Enterung war, wurde von den Briten isoliert gehalten und brachte seine Erlebnisse auch nach seiner Rückkehr nach Deutschland Jahrzehnte lang nicht an die Öffentlichkeit und teilte sie auch nicht mit seinem einstigen Kommandanten Heidtmann.
Bis Kriegsende und darüber hinaus erfuhren die deutsche Marineführung und die Öffentlichkeit nichts von der Erbeutung der Unterlagen und dem damit bestehenden Zusammenhang, dass immer mehr deutsche U-Boote versenkt wurden. So kam es sogar dazu, dass Heidtmann, als er in einem britischen Gefangenenlager einsaß, noch am 12. April 1943 von der Marineführung für seine Versenkungserfolge mit über tausend Toten – darunter mehreren hundert toten deutschen und italienischen Kriegsgefangenen – mit dem Ritterkreuz des Eisernen Kreuzes ausgezeichnet wurde. Der Geheimhaltungserfolg der Briten war nachhaltig: Noch 1967, 22 Jahre nach Kriegsende, gab Heidtmann an, sein U-Boot U 559 erfolgreich selbstversenkt zu haben.

## Heidtmanns Verantwortung für die Erbeutung der Codebücher
Unter Heidtmanns Kommando misslang die rechtzeitige Selbstversenkung von U 559 und machte damit die Erbeutung von Unterlagen durch die Briten möglich, was nach Einschätzung von Historikern einen entscheidenden Einfluss auf den Kriegsverlauf hatte: Es wurden ab 1943 mehr deutsche U-Boote versenkt, und die Zahl der gebauten alliierten Schiffe übertraf die der versenkten. Hugh Sebag-Montefiore hebt in seinem Enigma – The Battle for the Code die Rolle des leitenden Ingenieurs Günther Gräser hervor, der nicht dafür sorgte, dass seine Männer die Schutzstifte entfernten, mit denen die Hebel der Ventile arretiert waren. So wurden die Ventile nachhaltig geschädigt, und das Wasser drang nur langsam ins Boot ein. Phil Shanahan betont dagegen, dass Heidtmann als Kommandant dadurch, dass er die Schlüsselunterlagen – die nur ins Wasser hätten geworfen werden müssen – und die Enigma-Maschine nicht sofort vernichten ließ, den Briten die Erbeutung der Unterlagen erst ermöglichte. So kam Heidtmann bei seinem Bericht 1967 auch in große Erklärungsnöte, warum er dieselben nicht hatte vernichten lassen.

## Charakterbeschreibungen
Heidtmann wurde als angriffslustig beschrieben, womit sich auch seine Versenkungserfolge mit vielen Toten erklären lassen. Bei Hugh Sebag-Montefiore wird ein Vorfall an Bord von U 33, das gerade zuvor im Oktober und November 1939 im Bristolkanal Minen gelegt hatte, auf dem Weg von der britischen Küste zurück nach Deutschland beschrieben. Hier versenkte das U-Boot mehrere britische Schiffe. Heidtmann war zu diesem Zeitpunkt noch erster Wachoffizier, dem der Kommandant Hans-Wilhelm von Dresky befohlen hatte, die Schützen auf dem oberen Deck das Feuer auf ein britisches Schiff einstellen zu lassen, da von dessen Kommandanten ein Verhandlungsangebot eingetroffen war. Heidtmann ließ jedoch weiter feuern und stieß Flüche gegen die Briten aus. Erst als Dresky ihn mit einer Pistole bedrohte, wurde das Feuer eingestellt. Hans Heidtmanns Bezwinger, der Kommandant der HMS Petard Mark Thornton, wird mit einem ähnlichen Charakter beschrieben, wodurch er nicht nur gegen U 559 erhebliche Erfolge erzielte. Im Dezember 1942 kaperten die Männer seiner Petard das italienische U-Boot Uarscieck (benannt nach einer Stadt in Italienisch-Somaliland, welche heute Warsheikh heißt), wozu Thornton zuvor selbst ein Maschinengewehr ergriffen und die italienischen U-Boot-Fahrer an Deck getötet hatte, obwohl diese nach Einschätzung seiner Besatzung sich hatten ergeben wollen. Thornton argumentierte später damit, dass die Italiener noch ihre Codebücher hatten vernichten wollen. William Prendergast, der Chirurg der Petard, beschwerte sich wiederum, dass Thornton seine Männer schlecht behandele. Es wird als Ironie der Geschichte angeführt, dass der Sieger Thornton kurz nach der erfolgreichen Kaperung des U-Boots Uarscieck (und von U 559) sein Kommando abgeben musste, während der katastrophale Verlierer Heidtmann von der völlig uninformierten Marineführung die höchste Auszeichnung der Wehrmacht, das Ritterkreuz des Eisernen Kreuzes erhielt, die er bei realer Einschätzung der Lage niemals erhalten hätte.

## Auszeichnungen
- Wehrmacht-Dienstauszeichnung IV. Klasse am 8. April 1938
- Spanienkreuz in Bronze mit Schwertern am 6. Juni 1939
- Sudetenland-Medaille am 16. September 1939
- U-Boot-Kriegsabzeichen (1939) am 26. November 1939
- Eisernes Kreuz (1939) II. und I. Klasse am 27. November 1939 bzw. 23. September 1941
- Nennung im Wehrmachtsbericht am 16. Juni 1942
- Ritterkreuz des Eisernen Kreuzes am 12. April 1943[5]